# Елиас фон Каниц
Елиас фон Каниц (на немски: Elias von Kanitz; * 17 октомври 1617; † 16 април 1674 в Поданген, Полша) от род Каниц е курфюрстски-бранденбургски обрист и хауптман на Балга.
Той е син на Саломон фон Каниц († 17 април 1636), пруски съветник и хауптман на Бартен, и съпругата му Мария фон Пакмор († 28 май 1644), дъщеря на Дитрих фон Пакмор и Катарина фон Брумзее.
Елиас фон Каниц първо е във войската на херцог Бернхард фон Саксония-Ваймар до смъртта му 1639 г., след това отива на френска служба, бие се в множество битки и остава там до 1651 г. последно като ритмайстер. След това той е на служба в Бранденбург, става командир на драгонски регимент и се бие във Втората северна война в битката при Прага (1656) и във Фюн (1659).
Каниц се оттегля след това в родината си. Той става хауптман на Балга. През 1663 г. Елиас фон Каниц купува Поданген в Елбльонгски окръг, Полша, който остава на фамилията до нахлуването на Червена армия през януари 1945 г.
Потомъкът му Карл Вилхелм Александер фон Каниц (1745 – 1824), господар в Поданген, е издигнат на пруски граф на 5 юни 1798 г.

## Фамилия
Елиас фон Каниц се жени ок. 1622 г. за Анна Маргарета Финк фон Финкенщайн (* 1625), сестра на адютант граф Ернст Кристоф Финк фон Финкенщайн-Гилгенбург (1633 – 1717), вдовица на Йохан Хайнрих Шах фон Витенау, дъщеря на Албрехт Финк фон Финкенщайн († 1665), наследствен хауптман на Гилгенбург, и Барбара фон Шлибен († 1647). Те имат няколко деца, между тях:
- Фридрих Вилхелм (* 10 октомври 1656; † 22 януари 1719), женен I. 1683 г. за София Барбара фон Тетау (* 1664; † 1707), II. на 16 ноември 1708 г. за Кристина Августа фон Ревентлов (* 1680; † 1741)
- Шарлота София (* 18 ноември 1658; † 25 юни 1705), омъжена на 24 октомври 1673 г. за Ханс (Йоханес) фон Крайтцен (* 29 ноември 1643; † 8 октомври 1712)
- Мария Елизабет (* 1660; † 5 май 1738), омъжена за Кристоф Райнхолд Финк фон Финкенщайн (1645 – 1705)